# Берестя (аеропорт)
Аеропорт «Берестя» — аеропорт, розташований неподалік від міста Берестя. У 1976 році було побудовано перше відділення а з 1985 року працює аеровокзальний комплекс.